# Gridlocked
Gridlocked is een Canadese actiefilm uit 2015, geregisseerd door Allan Ungar.

## Verhaal
Voormalig SWAT-leider David Hendrix en arrogante filmster Brody Walker moeten hun krachten bundelen als het politiebureau waar ze zich bevinden wordt aangevallen door onbekende aanvallers.

## Rolverdeling
| Acteur          | Personage      |
| --------------- | -------------- |
| Dominic Purcell | David Hendrix  |
| Cody Hackman    | Brody Walker   |
| Danny Glover    | Sully          |
| Stephen Lang    | Korver         |
| Trish Stratus   | Gina           |
| Vinnie Jones    | Ryker          |
| Richard Gunn    | Maddox         |
| Saul Rubinek    | Marty          |
| Steve Byers     | Scott Calloway |
| James A. Woods  | Jason          |
| J.P. Manoux     | Finn           |

## Release
De film ging in première op 26 september 2015 op het Fantastic Fest in Austin, Texas.

## Ontvangst
Op Rotten Tomatoes heeft Gridlocked een waarde van 60% en een gemiddelde score van 4,3/10, gebaseerd op 5 recensies.

## Prijzen en nominaties
| Jaar | Prijs                                       | Categorie                              | Genomineerde(n)            | Uitslag  |
| ---- | ------------------------------------------- | -------------------------------------- | -------------------------- | -------- |
| 2015 | Toronto After Dark Film Festival            | Beste actiefilm (Publieksprijs)        | Bruno Marino & Allan Ungar | Gewonnen |
| 2017 | Canadian Society of Cinematographers Awards | Beste cinematografie in televisiedrama | Pasha Patriki              | Gewonnen |